# Pulga (juego)

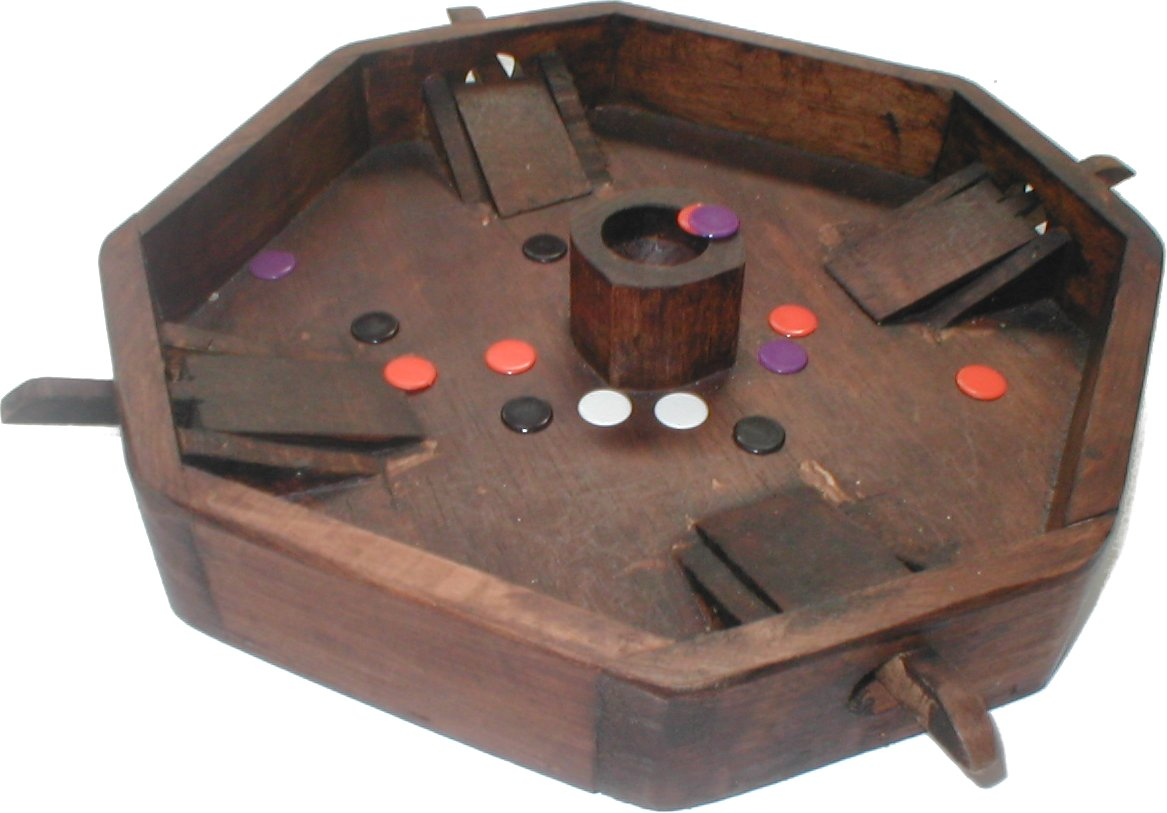
Versión del juego de la pulga

La pulga o pulga saltarina es un juego infantil que consiste en introducir unas fichas en un cubilete, haciéndolas saltar bajo la presión de otra ficha mayor. 
Para comenzar el juego se coloca un cubilete en el centro de la mesa en un punto equidistante a cada contrincante. Cada jugador contará con un grupo de fichas del mismo color y una ficha de diámetro superior. Todos intervendrán por turno intentando introducir sus fichas dentro del cubilete, presionándolas con la más grande. Ganará el primer participante que introduzca todas sus fichas. 
La pulga es un juego de habilidad que se basa en imprimir la fuerza justa para que la ficha se eleve, pero no la suficiente para rebasar el recipiente. 